# کلاریسا دیکسون رایت
کلاریسا ترزا فیلومنا آیلین مری ژوزفین اگنس السی تریلبی لوئیز اسمرلدا جانستون دیکسون رایت (۲۴ ژوئن ۱۹۴۷–۱۵ مارس ۲۰۱۴) آشپز مشهور انگلیسی، شخصیت تلویزیونی، نویسنده، تاجر زن، و وکیل بود. او بیشتر به عنوان یکی از دو بانوی چاق، با جنیفر پترسون، در برنامه آشپزی تلویزیون از سال ۱۹۹۶ تا ۱۹۹۹ شناخته شد. او یک داور معتبر کریکت و یکی از تنها دو زنی بود که عضو انجمن قصابان شد.

## اوایل زندگی
دیکسون رایت در سنت جانز وود لندن، متولد شد و چهارمین فرزند خانواده بود. پدرش، آرتور دیکسون رایت، جراح خانواده سلطنتی بریتانیا بود که در سنگاپور خدمت کرده بود، و مادرش، آیلین مری (مولی) باث، از «خانواده ای مشهور و محترم در سنگاپور» بود.
رایت در سن ۱۱ سالگی به صومعهٔ قلب مقدس، یک مدرسهٔ مستقل دخترانه در شهر ساحلی هوو در ساسکس شرقی، و سپس به صومعه قلب مقدس در ولدینگهام فرستاده شد. رایت پس از اتمام مدرسه، برای اخذ مدرک حقوق در کالج دانشگاهی لندن تحصیل کرد.

## مرگ
دیکسون رایت در ۱۵ مارس ۲۰۱۴ در بیمارستان سلطنتی ادینبورگ در سن ۶۶ سالگی بر اثر ذات الریه ناشی از یک بیماری نامشخص درگذشت.
مراسم تشییع جنازه او در ادینبورگ در کلیسای جامع سنت مری در ۷ آوریل برگزار و پس از آن سوزانده شد.

## کتاب‌ها

### کتاب‌های آشپزی
- دو خانم چاق: ماجراهای گوارشی با جنیفر پترسون (انتشارات ابوری، ۳ اکتبر ۱۹۹۶) (با عنوان آشپزی با دو خانم چاق در ایالات متحده آمریکا).
- دو خانم چاق دوباره سوار می‌شوند، با جنیفر پترسون (انتشارات ابوری، ۴ سپتامبر ۱۹۹۷).
- یک سفر آشپزی اسکاتلندی با کلاریسا و هنری کرایتون استوارت (موزه‌های ناتل اسکاتلند، ۱ اوت ۱۹۹۹).
- دو خانم چاق - وسواس، با جنیفر پترسون (انتشارات ابوری، ۷ سپتامبر ۱۹۹۹).
- بهترین‌های دو خانم چاق: بیش از ۱۵۰ دستور غذای مورد علاقه از پرفروش‌ترین کتاب‌های آنها (انتشارات ابوری ۲۰۰۰).
- کباب یکشنبه: راهنمای کامل آشپزی، با سر جان اسکات، بارونت پنجم (گروه انتشارات عنوان، ۷ اکتبر ۲۰۰۲).
- آشپزی انگلیسی پیش از ویکتوریا (جلد شومیز تجاری مک میلان، ۵ مارس ۲۰۰۴).
- غذای راحتی کلاریسا (کایل کتی، ۴ سپتامبر ۲۰۰۸).
- احیای غذای بزرگ بریتانیا، نویسندگان مختلف (W&N، ۳ مارس ۲۰۱۱).
- احیای غذای بزرگ بریتانیا: انقلاب ادامه دارد، نویسندگان مختلف (W&N، ۱۰ نوامبر ۲۰۱۱).

### خاطرات
- ریختن لوبیا (هودر و استاتون، ۶ سپتامبر ۲۰۰۷).
- زندگی من در یک سال (هودر و استاتون، ۱۷ سپتامبر ۲۰۰۹).

### متفرقه
- غذا: آنچه می‌خوریم و چگونه می‌خوریم (انتشارات ابوری، ۷ اکتبر ۱۹۹۹).
- یک زندگی سبزتر: ۳۱ اکتبر ۲۰۰۵).
- تاریخچه غذای انگلیسی (رندوم هاوس، ۱۳ اکتبر ۲۰۱۱).[۱۶]
- کلاریسا انگلستان (هودر و استاتون، ۱۳ سپتامبر ۲۰۱۲)

## برنامه تلویزیونی

### سریال‌ها
- دو خانم چاق (۱۹۹۶–۱۹۹۹، ۲۴ قسمت)، با جنیفر پترسون
- کلاریسا و مرد روستایی (۲۰۰۰–۲۰۰۳، ۲۴ قسمت)، با جانی اسکات
- مدرسه هنر (اکتبر تا نوامبر ۲۰۰۵، ۶ قسمت)
- احیای بزرگ غذای بریتانیا (۳ قسمت: ۵ فوریه ۲۰۱۱، ۸ ژانویه ۲۰۱۲، ۲۲ ژانویه ۲۰۱۳)
- صبحانه، ناهار و شام (۳ قسمت: ۹ نوامبر، ۱۹ نوامبر و ۲۶ نوامبر ۲۰۱۲)

## جوایز
- برنده جایزه نویسنده سال ۲۰۰۸

## انتشار دی وی دی
مجموعه دی وی دی دو زن چاق در ژوئیه ۲۰۰۸ در ایالات متحده آمریکا توسط بی‌بی‌سی منتشر شد. این نسخه شامل تمام ۲۴ قسمت برنامه در چهار دیسک است.